# سنسور فول فریم دوربین‌های دیجیتال اس‌ال‌آر

اندازهٔ حسگرهای مورد استفاده در بیشتر دوربین‌های دیجیتال امروزی،, مرتبط با یک قالب ۳۵ میلیمتری

سنسور فول فریم دوربین‌های دیجیتال اس ال آر (به انگلیسی: Full-frame digital SLR) به سنسورهای دوربین دیجیتال گفته می‌شود که ابعاد آن ۳۶×۲۴ میلی‌متر (مساحتی معادل ۸۶۴mm2) است. این ابعاد، مشابه ابعاد فیلم‌های ۳۵ میلی‌متری (یا همان فیلم ۱۳۵) در دوربین‌های آنالوگ است. بسیاری از دوربین‌های حرفه‌ای و گران‌قیمت دنیا، اکنون به این سنسور مجهز می‌باشند.
از مزایای سنسورهای فول‌فریم نسبت به سنسورهای APS-C، زاویهٔ دید بازتر آن‌هاست. ضمن اینکه اگر فاصله تا سوژه و ضریب اف در دو دوربین فول‌فریم و APS-C یکسان باشد، عمق میدان در فول‌فریم، کمتر از APS-C خواهد بود. ضمن اینکه عموماً مساحت پیکسل‌ها در این سنسورها بیش از پیکسل‌های سنسورهای APS-C است. از عیوب آنها می‌توان به قیمت تمام شدهٔ بالایشان اشاره کرد.
سنسور های فول فریم علاوه بر عمق میدان بیشتر نسبت به APS-C به دلیل بیشتر بودن مساحت سنسور، نویز کمتری را ضبط می کنند. اما امروزه هنوز هم اکثر دوربین های سینمایی سنسور های Super 35 دارند که ابعادی مشابه APS-C دارد، یکی از اصلی ترین دلیل این کار، این است که کنترل میزان عمق میدان و همچنین نورپردازی و نورسنجی در سنسور های Super 35 راحت تر است و غیر از آن، Grain سینمایی که سنسور های Super 35 تولید می کنند از نظر فنی زیبایی بصری بیشتری دارد و حالتی مشابه تر به نگاتیو دارد.

در برند کانن دوربین‌های کانن ئی‌اواس-۱دی‌اس مارک ۳، کانن ئی‌اواس ۵ دی مارک ۲، کانن ئی‌اواس ۵ دی، کانن ئی‌اواس - ۱ دی‌اس، کانن ئی‌اواس ۱ دی مارک ۲ و جدیداً کانن ئی‌اواس-۱دی ایکس، کانن ئی‌اواس ۶دی را می‌توان نام برد؛ و در برند نیکون می‌توان از نیکون دی۷۰۰، نیکون دی۳اس، نیکون دی۳ایکس، نیکون دی۳ مثال زد

## سنسور کراپ شده
کراپ سنسور ابعاد کوچکتری نسبت به قاب فیلم 35 میلی متری دارد و به همین دلیل به آن کراپ (برش) گفته می‌شود زیرا برشی از سنسور فول فریم است. تفاوت اندازه بین حسگر تصویر برش خورده و فول فریم می‌تواند متفاوت باشد، اما سنسورهای کراپ همیشه کوچکتر خواهد بود. از آنجایی که دوربین و لنز یک سنسور برش کوچکتر و سبک‌تر است، می توانند ارزان تر از سایر گزینه های موجود باشند.

## نگارخانه

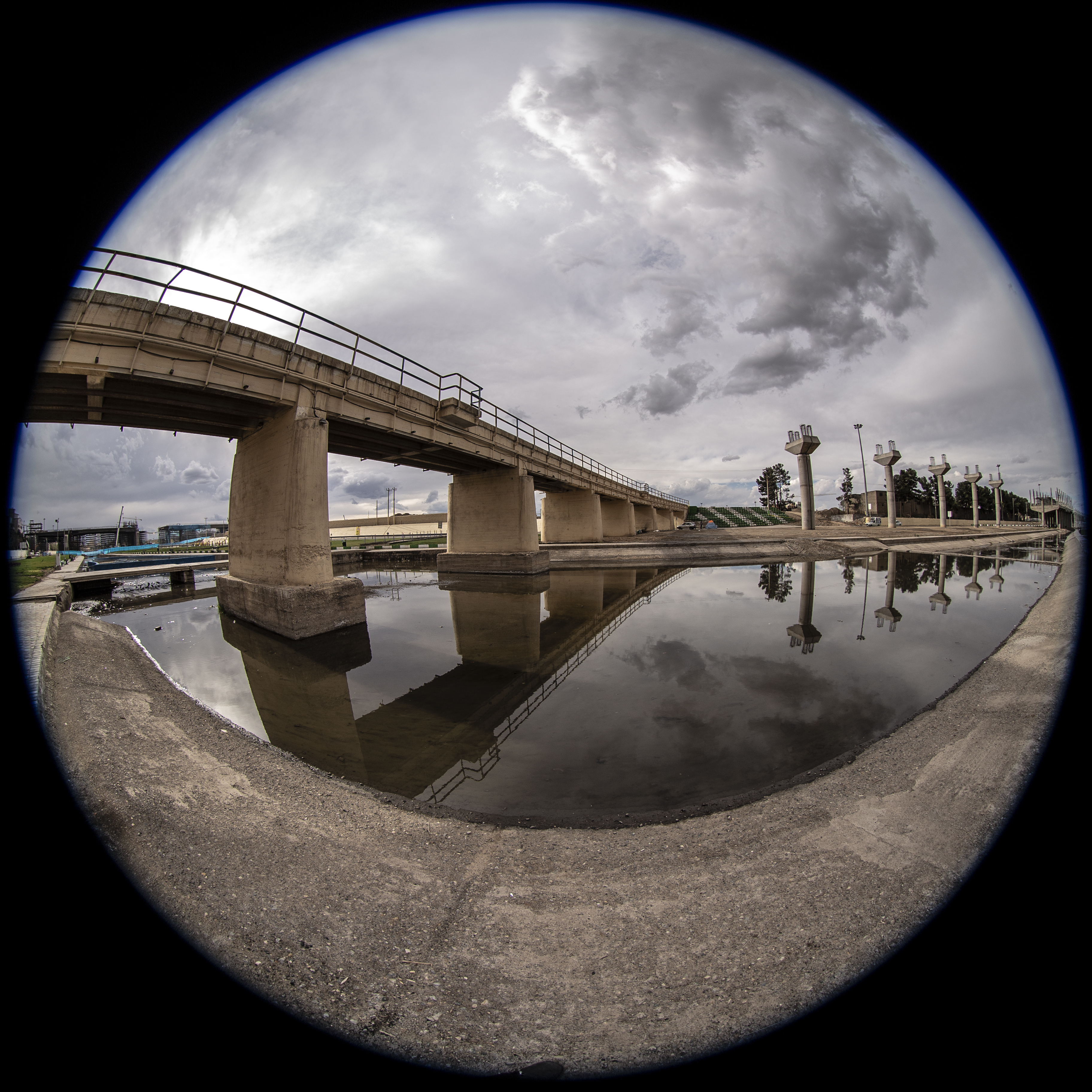
عکاسی با لنز چشم ماهی با دوربین فول فریم کانن ۶ دی، از پروژه مونوریل قم
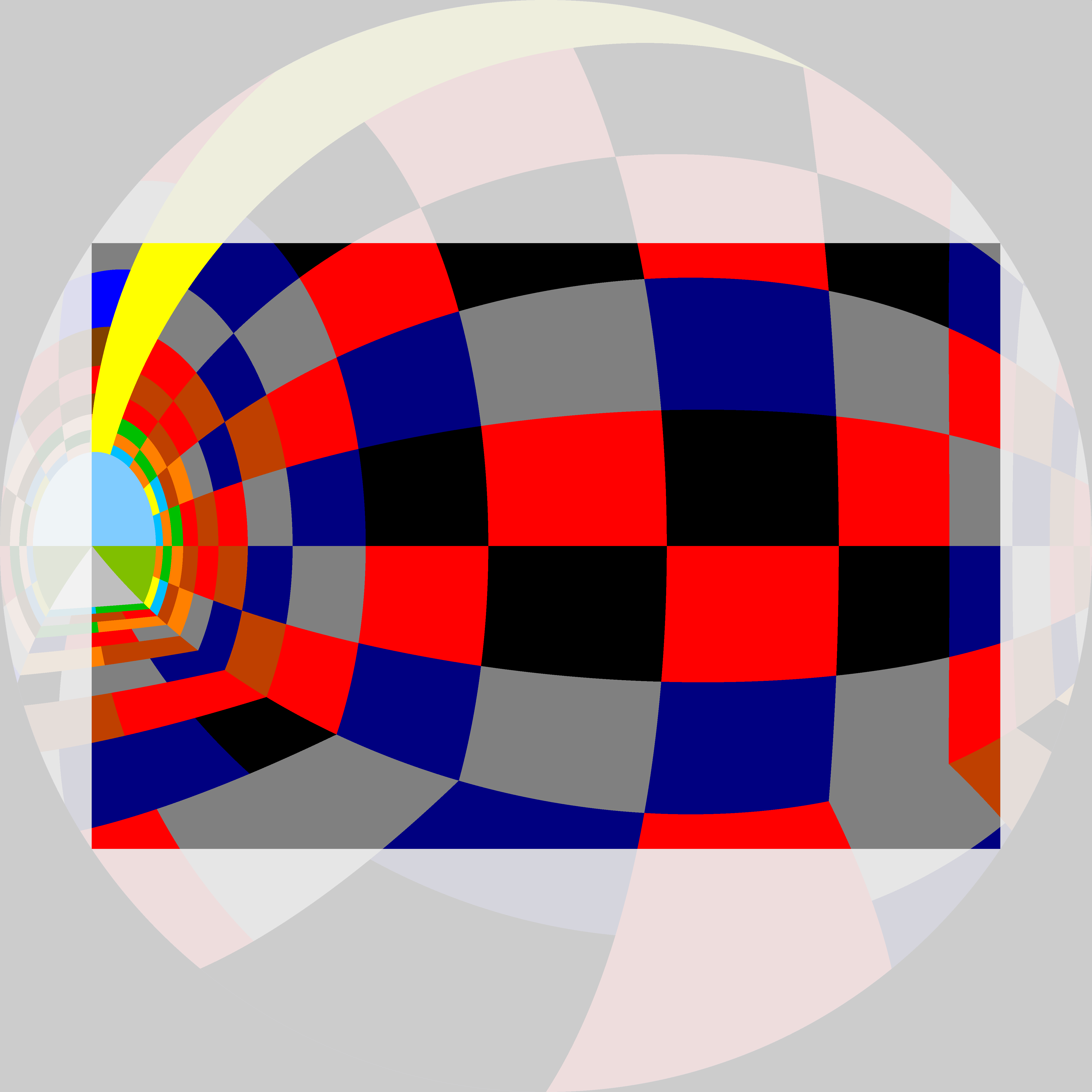
میدان تصویر مستطیلی یک سنسور فول فرمت در دایره تصویر یک لنز 35 میلی متری. گوشه‌های میدان تصویر تا لبه دایره تصویر امتداد دارند.